# Dionel Bellemare
Pour les articles homonymes, voir Bellemare.
Dionel Bellemare, né en 1880 à Yamachiche (Québec, Canada) et mort en 1950 à Montréal (Québec), est un homme politique québécois.

## Biographie
Fils d’Adrien Bellemare, cultivateur, et de Sévérine Milot, il étudie au Séminaire Saint-Joseph de Trois-Rivières, puis aux universités St. Dunstan à Charlottetown (Île-du-Prince-Édouard) et Laval à Québec. En 1912, il épouse Marie-Ombéline-Alice Lafrance. Médecin, il commence sa carrière à Saint-Lazare en Vaudreuil-Soulanges puis à Vaudreuil. Il devient conseiller de la municipalité de Saint-Lazare en 1915 puis maire en 1917. Il est maire de Vaudreuil entre 1931 et 1935 et préfet du comté de Vaudreuil en 1934.
Il se présente comme candidat conservateur dans la circonscription provinciale de Vaudreuil en 1935 mais n’est pas élu, le député libéral Elzéar Sabourin étant réélu. Après le retrait de ce dernier de la vie politique l’année suivante, il est élu sous la bannière du nouveau parti de l’Union nationale. Il représente ainsi la circonscription à l'Assemblée législative du Québec de 1936 à 1939, ne se représentant pas aux élections générales de 1939 . En 1936, il remporte 42,6 % des voix devant le libéral indépendant et ancien conservateur Joseph Allen Bray et le libéral Alphide Sabourin, qui arrive au troisième rang.